# رخیدور
رگیدور (انگلیسی: Regidor, Bolívar) نام شهری در کشور کلمبیا است.